# 宮崎県道409号生駒高原北西方線
宮崎県道409号生駒高原北西方線（みやざきけんどう409ごう いこまこうげんきたにしかたせん）は、宮崎県小林市から一部えびの市を経由して、再び小林市に至る一般県道である。

## 概要

### 路線データ
- 起点：小林市南西方（宮崎県道・鹿児島県道1号小林えびの高原牧園線交点）
- 終点：小林市北西方（小林市西之原交差点、国道221号・国道268号交点）

## 歴史
- 1995年（平成7年）3月31日 - 宮崎県告示第431号[1]により路線認定される。

## 路線状況

### 重複区間
- 宮崎県道53号京町小林線（小林市南西方）

## 地理

### 通過する自治体
- 小林市
- えびの市
- 小林市

### 交差する道路
| 交差する道路                                | 交差する場所 | 交差する場所              |
| ------------------------------------------- | ------------ | ------------------------- |
| 宮崎県道・鹿児島県道1号小林えびの高原牧園線 | 南西方       | 起点                      |
| 霧島北部広域農道                            | 南西方       |                           |
| E10 宮崎自動車道                            | 南西方       | [ 注釈 1 ]                |
| 宮崎県道53号京町小林線 重複区間起点         | 南西方       |                           |
| 宮崎県道53号京町小林線 重複区間終点         | 南西方       |                           |
| 国道221号 国道268号 重複                    | 北西方       | 小林市西之原交差点 / 終点 |

### 交差する鉄道
- 吉都線

### 沿線
- 小林市役所 西小林出張所
- JR九州吉都線 西小林駅